# Escala d'aeronau
|  | No s'ha de confondre amb Escala d'embarcament. |

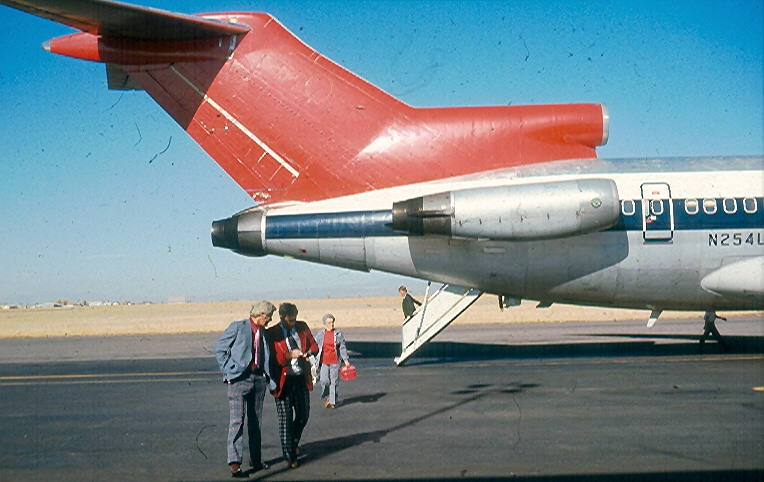
Boeing 727 de Northwest Airlines amb l'escala del darrere desplegada

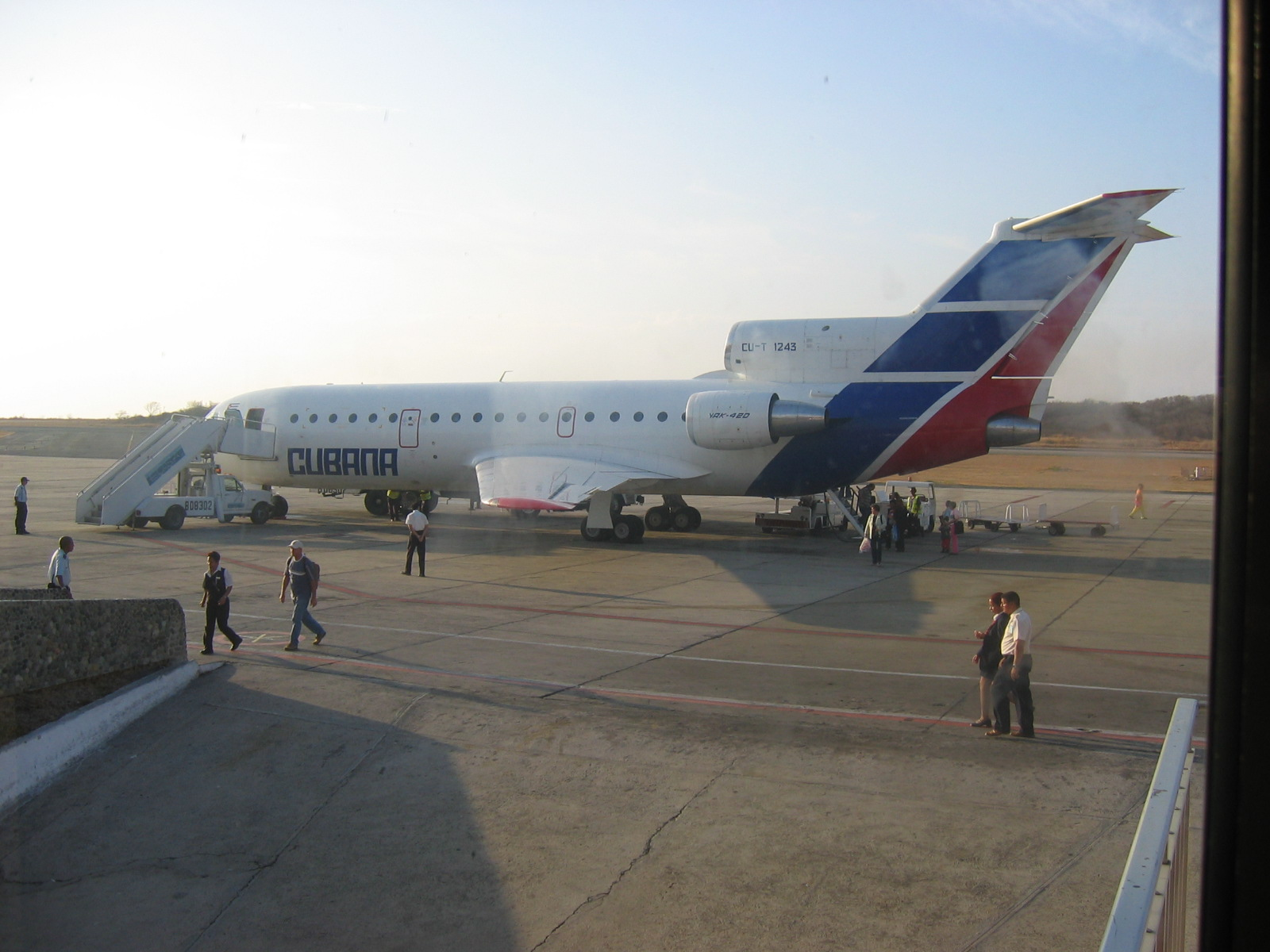
Cubana d'aviació Yak-42D amb escala posterior desplegada

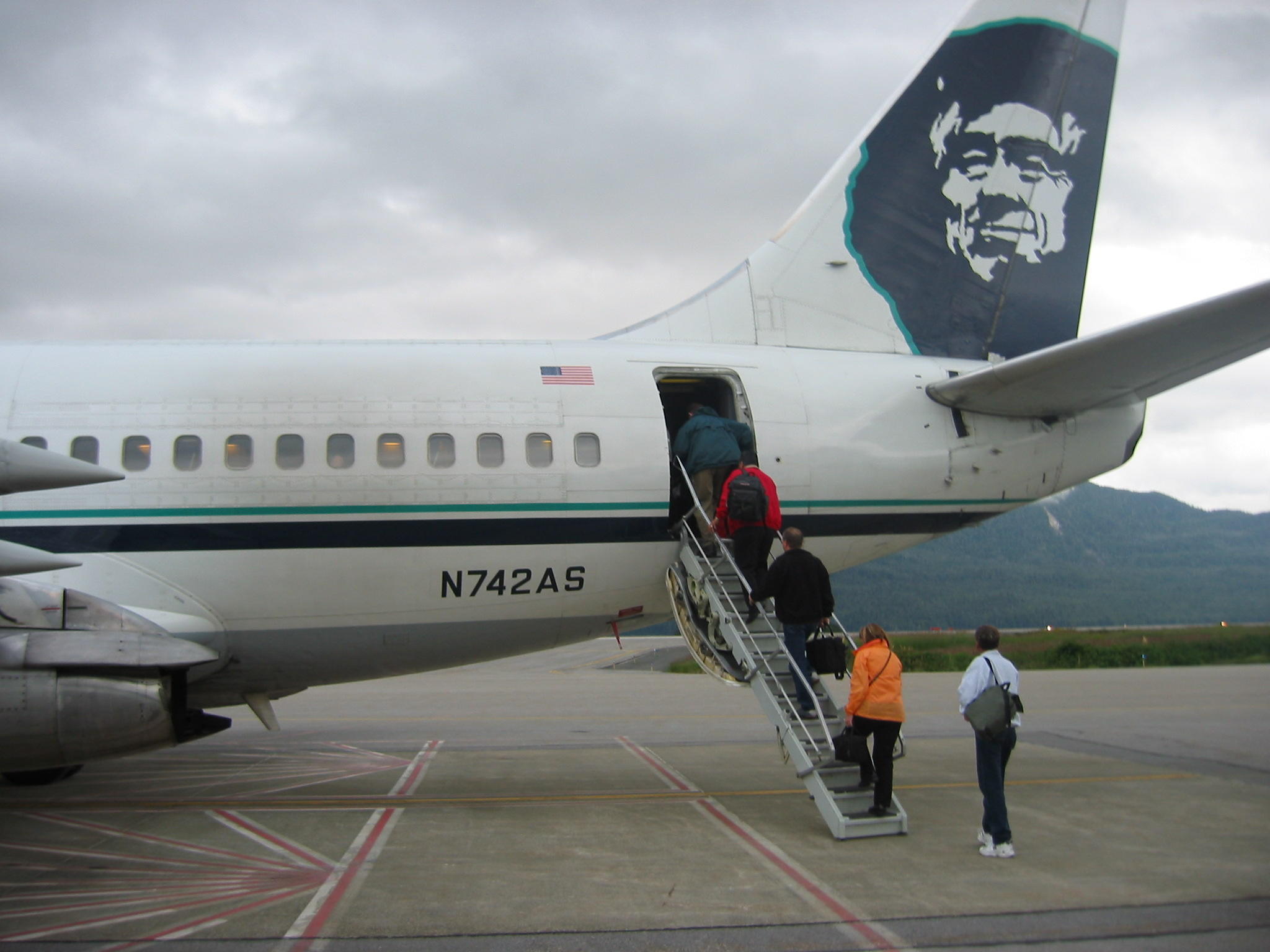
Escales laterals d'un avió Combi 737-200 d'Alaska Airlines

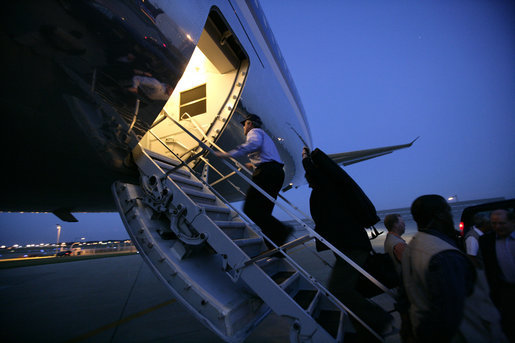
George W. Bush aborda un VC-25 per les escales laterals. Aquesta escala no existeix als avions 747 regulars.

Una escala d'aeronau està formada per un conjunt d'esglaons integrats en un avió perquè els passatgers puguin pujar i baixar-ne. Les escales d'aeronau solen estar integrades en una porta de l'avió, eliminant la necessitat que els passatgers utilitzin una escala d'embarcament o una passarel·la per pujar o baixar de l'avió, cosa que brinda més independència dels serveis de terra. Uns dels primers avions que van comptar amb escales d'aeronau van ser el Martin 2-0-2 i el Martin 4-0-4. També alguns models del Douglas DC-3 van ser equipats amb escales d´aeronau. A mesura que la infraestructura aeroportuària es va anar desenvolupant, la necessitat d'escales d'aeronau va disminuir, ja que normalment hi ha disponibles passarel·les o escales d'embarcament disponibles.

## Avions de fuselatge ample
Els avions de fuselatge ample poques vegades fan servir escales d'aeronau, ja que les portes estan significativament més altes que en els avions de fuselatge estret. Una excepció notable és el Lockheed L-1011, l'únic avió de fuselatge ample que compta amb escales d'aeronau d'alçada completa. Els altres avions de fuselatge ample amb escales d'aeronau, el VC-25 i l'Ilyushin Il-86, tenen unes escales contingudes al celler de càrrega, amb esglaons dins de la cabina per accedir a aquestes escales.
Alguns avions, com el Boeing 727 i el McDonnell Douglas DC-9, van ser dissenyats per millorar els serveis a terra, amb els passatgers desembarcant per la part davantera mentre l'avió rep servei des de la part posterior, cosa que permet canvis més ràpids.
Les escales d'aeronau també s'utilitzen com a mesura de seguretat, per exemple, als avions que transporten el president dels Estats Units, permetent que persones VIP puguin pujar a l'avió en qualsevol moment, amb o sense la cooperació dels serveis de terra.

## Disseny
Les escales d'aeronau ventrals s'inclouen a la majoria dels avions amb motor de cua, com el Boeing 727, el McDonnell Douglas DC-9, MD-80 i MD-90, el BAC 1-11 i la sèrie Yakovlev Yak-40 / Iak-42. i s'incorporen com a rampes que baixen des del fuselatge. L' Ilyushin Il-86 té tres escales d'accés a la banda de babord.
El tipus més comú d'escala d'aeronau es troba a la majoria dels avions de negocis, avions regionals i altres avions de passatgers petits, i és una escala integrada a l'interior de la porta principal de passatgers, que baixa cap a l'exterior. Avions com la sèrie Fokker F-28 i el VFW-Fokker 614 van fer popular aquest disseny. Les escales són en realitat part de la porta i no una escala adjunta. Aquest disseny és eficient i pel fet que les aeronaus que l'utilitzen s'ubiquen a poca distància del terra, el disseny pot seguir sent simple i no afegir complexitat o pes, un dels problemes més grans amb els conjunts d'escales d'aeronau. El disseny també s'ha utilitzat amb un conjunt d'escales extensibles d'una sola longitud en avions com el compartiment de càrrega de l' Ilyushin Il-86 de fuselatge ample (l'entrada principal a l'avió per a passatgers), el Boeing VC-25 i les sales de ventre de Tres Lockheed L-1011
Un altre tipus molt estès d'escala d'aeronau es fa servir per a les portes davanteres. L'escala es plega i es guarda sota el pis de la porta i es desplega des del fuselatge immediatament sota la porta davantera. Aquest tipus d'escala es troba a molts avions de curt abast, com els Boeing 737, els DC-9 i alguns avions de la sèrie Airbus A320. El mecanisme també és força pesat; Com a resultat, moltes aerolínies han eliminat aquest sistema per reduir el pes dels avions.
Es va utilitzar un disseny únic d'escala d'aeronau per a les portes de popa de l'avió 737 Combi, que consistia en una porta plegable que baixava per obrir-se de manera molt semblant a un avió de negocis, però després tenia escales que es plegaven tres vegades i s'emmagatzemaven al revolt de la porta. Aquest sistema era molt molest, molt susceptible a patir danys i, per tant, molts dels seus usuaris el van eliminar..
El disseny d'escala d'aeronau més inusual es va trobar al Lockheed L-1011, que era una escala d'alçada completa que s'emmagatzemava en un compartiment de càrrega i permetia l'accés des de la porta del darrere dreta del passatger fins al terra. En última instància, aquest disseny era tan gran i pesat, a més ocupava un valuós espai de càrrega, que poques vegades s'usava.

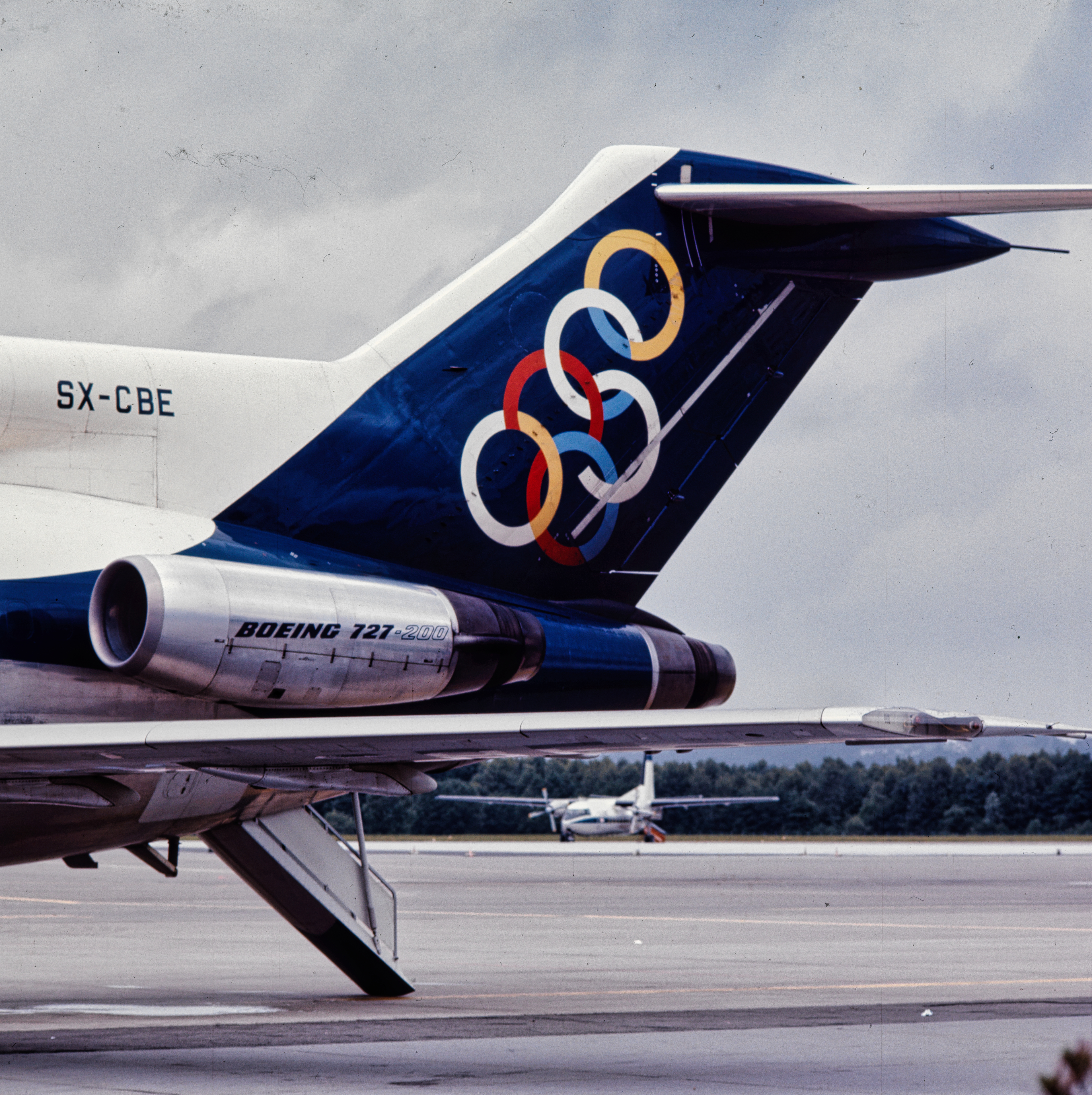
Escala del darrere del Boeing 727-284 d'Olympic Airways

Winters Aircraft Engineering Company va dissenyar una versió d'escales d'aeronau plegables a bord de fa més de 30 anys. Dow Aero és el titular actual de l'STC, segons figura al Sistema Regulador Dinàmic de la FAA. Dow Aero va adquirir els STC per als Boeing 727, 737, 747,757, 767 i L-1011 d'Airweld Incorporated.
Els STC s'han emès per a altres fabricants, incloent-hi Kaiser Aerospace, WAPCO i Advanced Aerospace. Les escales d'aeronau plegables a bord es poden trobar en ús a molts avions governamentals i militars de fora dels EUA. UU. , inclòs el Boeing E4B, així com en aeronaus VIP de tot el món. L'escala d'aeronau plegable a bord és una escala de múltiples seccions (3, 4 o 5 segments) que es pot instal·lar a les portes davanteres, centrals o posteriors. Quan està retreta/tancada, l'escala d'aeronau s'asseu sobre un rail i normalment es guarda en un armari, ja sigui cap endavant, cap enrere o transversal.

## Com a sortida en paracaigudes

Una animació que representa DB Cooper llançant-se en paracaigudes des de l'escala del darrere amb el rescat de 200.000 dòlars. Va saltar del vol 305 de Northwest Orient Airlines des del Boeing 727 que va segrestar (Fer clic per veure l'animació)

Es pot utilitzar una escala del darrere com a mitjà segur per llançar-se en paracaigudes des d'un avió de passatgers que estigui equipat amb una d'aquesta mena. De fet així ho va fer el 24 de novembre del 1971 un segrestador d'identitat desconeguda, batejat com a DB Cooper, que va saltar d'un Boeing 727 juntament amb els 200.000 dòlars del rescat. Tot i això, es desconeix si va sobreviure al salt. Posteriorment, diversos individus van imitar segrestos de Boeing 727 i es van llançar amb paracaigudes, encara que tots van ser detinguts per les autoritats. Per evitar això, es va ordenar que els Boeing 727 estiguessin equipats amb un dispositiu simple conegut com a paleta Cooper que impedia que l'escala ventral s'obrís en vol.
L'escala d'aeronau del darrere d'un DC-9 s'ha utilitzat per a operacions de paracaigudisme recreatiu.
Durant l' experiment de l'accident del Boeing 727 de 2012, una tripulació de vol es va enlairar al Boeing 727 que s'estavellaria i el va portar a un lloc desèrtic preseleccionat abans de llançar-se en paracaigudes de manera segura des de l'escala del darrere, ja que el govern mexicà exigia que l'avió fos pilotat per una tripulació humana com a part de l'experiment, especialment perquè la ruta de l'avió cap al lloc de l'accident passava per zones poblades. Finalment, el 727 va ser dirigit deliberadament contra al terra per control remot.